# Cardiophorus gurjevae
Cardiophorus gurjevae là một loài bọ cánh cứng trong họ Elateridae. Loài này được Cate miêu tả khoa học năm 2008.